# Igor Dmitrijewitsch Ado
Igor Dmitrijewitsch Ado (russisch Игорь Дмитриевич Адо, wiss. Transliteration Igor' Dmitrievič Ado; * 17. Januar 1910 in Kasan; † 30. Juni 1983) war ein russischer Mathematiker.
Igor Ado studierte an der Staatlichen Universität Kasan und war Schüler von Nikolai Grigorjewitsch Tschebotarjow. Nach seinem Abschluss 1931 arbeitete er an der Universität in Kasan, seit 1935 am chemisch-technischen Institut. 1939 wurde er dort zum Professor ernannt, von 1958 bis 1970 leitete er die mathematische Abteilung.
Ado beschäftigte sich mit Lie-Gruppen und Lie-Algebren; er ist besonders durch den Satz von Ado bekannt, nach dem endlich-dimensionale Lie-Algebren über einem Körper der Charakteristik Null treu durch Matrizen dargestellt werden können. 